# Bella Vista
Bella Vista là một đô thị thuộc bang Chiapas, México. Năm 2005, dân số của đô thị này là 17553 người.